# Uloborus albolineatus
Uloborus albolineatus là một loài nhện trong họ Uloboridae.
Loài này thuộc chi Uloborus. Uloborus albolineatus được Cândido Firmino de Mello-Leitão miêu tả năm 1941.